# 親衛隊下級突擊隊領袖

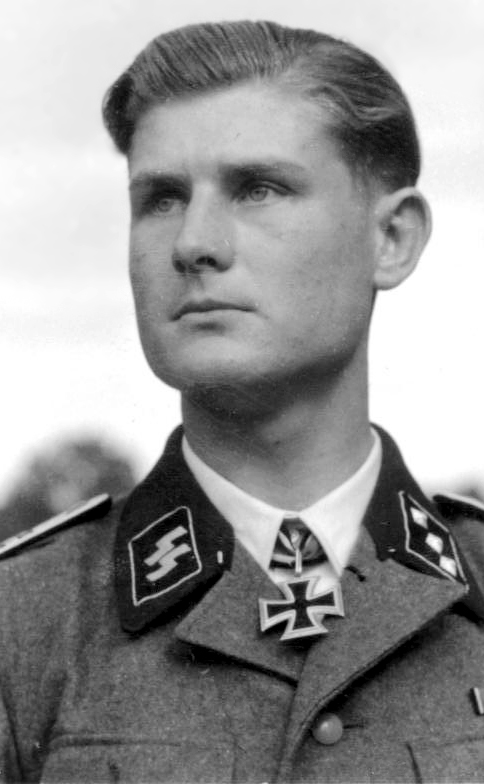
武裝親衛隊第1裝甲擲彈兵師「阿道夫·希特勒警衛旗隊」第三親衛隊裝甲擲彈兵團團長的副官溫爾納·沃夫是一位親衛隊下級突擊隊領袖。

親衛隊下級突擊隊領袖（德語：Untersturmführer）是納粹德國準軍事組織「親衛隊」中的一個階級，首創於1934年7月；其上位階級為親衛隊上級突擊隊領袖，下位階級則有二：在一般親衛隊中為親衛隊高級小隊領袖，在武裝親衛隊中則為親衛隊突擊隊領袖。本階級最早可追溯至衝鋒隊於1921年創立時即已存在的階級「突擊隊領袖」。

## 概述

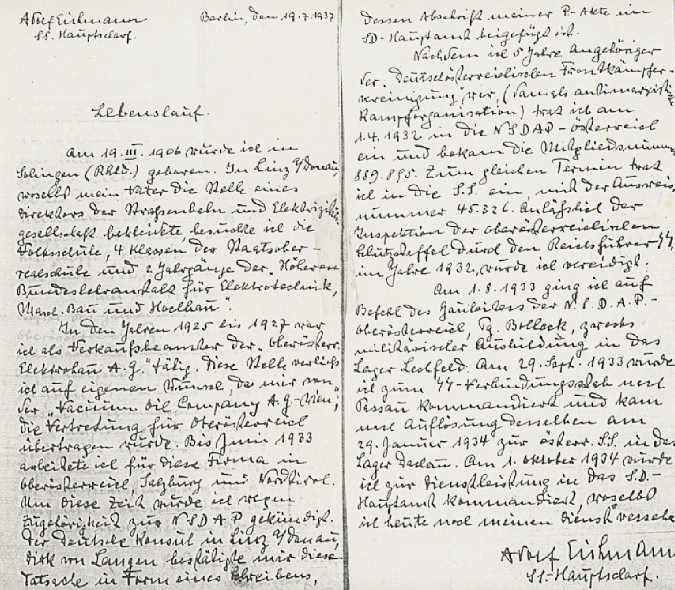
阿道夫·艾希曼於1937年為申請自親衛隊高級小隊領袖升任親衛隊下級突擊隊領袖時所提出的手寫簡歷。

下級突擊隊領袖是親衛隊編制中第一個委任軍官階級，其職等相當於其他軍事單位的少尉。其襟章標記為黑底上附掛三個銀色方形，肩章樣式則與德意志國防軍少尉相同。由於親衛隊相當重視幹部的領導能力，因此欲晉升至此階級的士官通常均需通過一系列審查與訓練程序方可獲任。
下級突擊隊領袖有時可透過指派的方式授予，旨在讓一名親衛隊成員無須經過審查程序即可履行軍官職務；不過這種情況通常發生於如蓋世太保與親衛隊保安處等情治單位中。在親衛隊成立之初，甫加入組織的成員被迅速拔擢至突擊隊領袖階級是常有的事。

## 標記

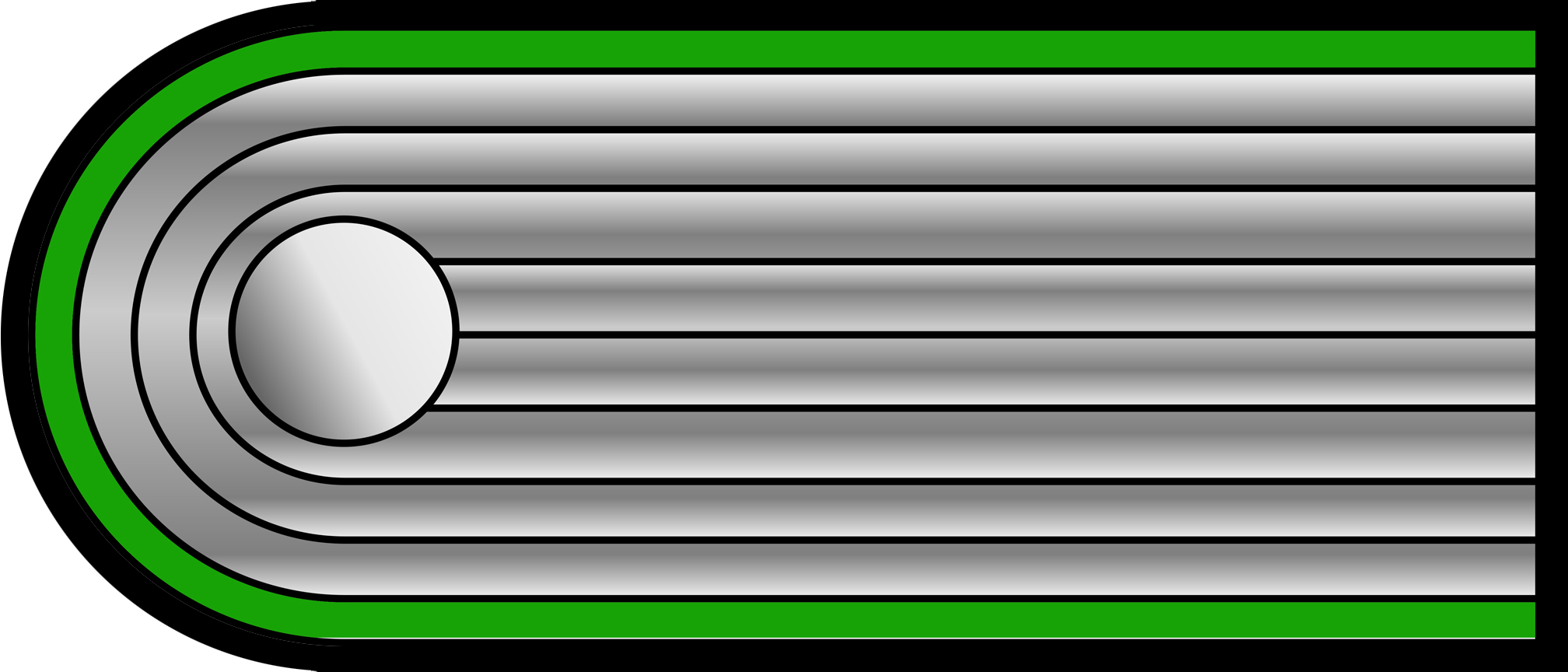
肩章
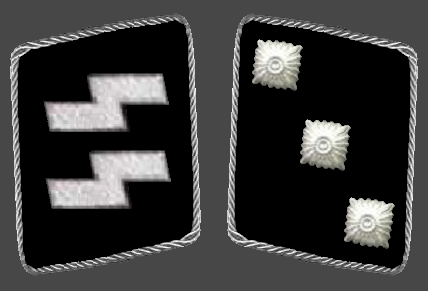
襟章
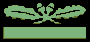
袖章

## 戰地委任
隨著第二次世界大戰的推演，國防軍與武裝親衛隊的兵力損失均不斷上升；為了填補人力空缺，晉升至下級突擊隊領袖的審查程序亦隨之放寬。至1945年時，武裝親衛隊中的低階指揮官經常因為人力吃緊而被上級透過戰地委任的方式直接將其拔擢至此階級。不過，在非戰鬥單位一般親衛隊中，晉升程序仍然相當嚴格，且遲至1945年4月時仍有親衛隊成員在等待晉升資格審查。

## 引用
1. 1 2  McNab 2009，第30頁.
2. ↑  Stein 1984，第297, 299 chart頁.
3. 1 2  Flaherty 2004，第148頁.
4. ↑  McNab 2009，第55, 58頁.

## 圖書
- Flaherty, T. H. . Time-Life Books, Inc. 2004 [1988]. ISBN 1 84447 073 3.
- McNab, Chris. . Amber Books Ltd. 2009. ISBN 978-1-906626-49-5.
- Stein, George. . Cornell University Press. 1984 [1966]. ISBN 0-8014-9275-0.